# Природни споменик Миоценски спруд Ташмајдан
Споменик природе Миоценски спруд "Ташмајдан" први пут је заштићен 1969. године решењем Скупштине општине Палилула. Заштитом је био обухваћен изнад западне стране стадиона и бочно (од улаза у стадион), па све до водоводног тунела. Познато је да спрудни кречњак (откривен експлоатацијом камена на Ташмајдану) сличан тзв. лајтовачком кречњаку из Бечког басена и да представља један од главних фацијалних типова баденских наслага у Панонском басену, укључујући и околину Београда.

## Категорија природног добра по законодавству Републике Србије
Спада у трећу категорију заштићеног подручја локалног значаја. Категорија је одређена по основу Закона о заштити природе ("Службени гласник РС", бр. 36/2009, 88/2010, 91/2010- исправка) и Правилника о критеријумима вредновања и поступку категоризације заштићених подручја ("Службени гласник РС", бр. 103/2013).

## Међународни статус природног добра
Овај споменик природе не испуњава услове за упис у IUCN листе националних паркова и заштићених подручја, али има основа за упис у листу објеката у оквиру Европске асоцијације за конзервацију геолошког наслеђа ProGeo.

## Основне природне и створене вредности
Геолошки профил (који је отворен у старом каменолому на Ташмајдану, а који се сада појављује у позадини спортског центра, изграђен је од ораногено- спрудних кречњака баденске старости и лежи доскордантно и трансгресивно преко доњокрених ургонских кречњака. Настао је као спруд радом црвених колонијалних алги из рода литхотамниум, затим колонијалних животиња бриоза, корала фораминифера и др. По литолошком саставу литотамнијско- бриозојски кречњак познат је под називом "лајтовачки" или "ташмајдански" кречњак, који је део једног од највећих спрудова Београда и његове околине. Простире се дуж центра града, од Ташмајдана до Калемегдана. Повезаност одсека са "Леровим склоништем" из Другог светског рата и још увек неиспитаним и невалоризованим средњовековним подземним пролазима представља једино материјално сведочанство претходног периода у урбаном развоју овог дела Београда.

## Власништво
Целокупна површина овог природног добра је у државном власништву. Укњижени корисник земљишта и власник већег броја објеката (стадион, отворени базен, административни и пратећи објекти) је Спортско- рекреативни центар "Ташмајдан".

## Површина
Целокупна површина која се предлаже за заштиту под називом Миоценски спруд "Ташмајдан" износи 2,46ha, од чега је у режиму заштите првог степена 0,12ha, другог степена 0,43ha и у режиму заштите трећег степена 1,91ha. Површина, као и границе утврђене су на основу података прибављених од Републичког геодетског завода- Службе за катастар непокретности града Београда. Заштићена парцела бр. 1953/2 има статус градског грађевинског земљишта.

## Галерија
- Изглед кречњака
- Спруд изнад западне стране стадиона
- Изглед спруда
- Стаза око спруда
- Зеленило око стазе